# On Top Of The World (canción de Imagine Dragons)
«On Top Of The World» (en español: «En La Cima Del Mundo») es una canción de la banda estadounidense de rock alternativo Imagine Dragons. Escrita originalmente por la banda y el productor inglés Alexander Grant, para su EP «Continued Silence», la canción fue más tarde lanzada el 28 de marzo de 2013, a través de KIDinaKORNER e Interscope Records, como el quinto sencillo de su álbum debut, «Night Visions».
Desde entonces, ha alcanzado la posición número seis y catorce de las listas Bubbling Under Hot 100 Singles y Rock Songs de Billboard, respectivamente.

## Composición
Publicada originalmente en escala de do mayor, «On Top Of The World» cuenta principalmente con instrumentación de guitarra y de piano, mientras que el cantante principal Dan Reynolds se encarga de la parte vocal. A diferencia de otros temas del álbum, tiene un ritmo alegre y positivo y, según el crítico Anthony Sorendino de AbsolutePunk, «es una celebración emblemática con un coro sublime que explica el sentimiento de una banda cuando logra el éxito luego de años de lucha». Los sonidos electrónicos que se usan, sumado a un ritmo rápido en el que se mezclan piano, guitarra y batería, crean una sensación de optimismo en la audiencia.

## Uso en otros medios
«On Top Of The World» fue usada por EA para ser incluida en la banda sonora del videojuego FIFA 13. Los integrantes de la banda, quienes eran desde hacía mucho tiempo aficionados a la serie de videojuegos de FIFA, reaccionaron positivamente a esta inclusión y afirmaron: «va a ser muy divertido escuchar este tema mientras estemos haciendo bicicletas y gritando a la pantalla». Además, la canción aparece en la banda sonora de PES 2013, otro videojuego de fútbol. También fue el tema de apertura de la serie cómica Partners de CBS. Durante la segunda asunción de Barack Obama, el coro PS22 Chorus interpretó la canción. También, hay que destacar, que la canción fue usada para un anuncio de la conocida marca de cerveza San Miguel. La canción aparece en el episodio de Liv y Maddie «Twin-a-Rooney», realizada por Dove Cameron en el papel protagonista de Liv Rooney. La versión de Dove Cameron aparece en el álbum recopilatorio de Disney Channel: Play It Loud. Hunter Hayes versionó la canción en vivo en su gira por Estados Unidos. La canción está siendo utilizado actualmente por ESPN por su cobertura de la NBA. La canción también fue utilizada en el tercer tráiler de la película de 2013 llamada The Croods. Fue utilizada en el tráiler de la película española Ocho Apellidos Vascos. La canción fue el tema de apertura para el show de CBS Partners. Además de aparecer en la película The Incredible Burt Wonderstone (2013) y en Angry Birds: la película (2016).

## Video musical
Como parte de Imagine Dragons: The Making of Night Visions, un documental para la cadena de televisión Palladia, que se emitió por primera vez el 7 de noviembre de 2012, la banda grabó un video de ellos interpretando «On Top Of The World». Posteriormente, el video fue subido a la cuenta oficial de la banda en YouTube.
La versión original del video se estrenó el 13 de noviembre del 2013, que cuenta la recreación, y parodia de la misión del Apollo 11.
El video tiene algunos "guiños" referentes a la película El Resplandor y de 2001: A Space Odyssey,  y del mismo Stanley Kubrick, ya que se puede ver el vehículo Volskwagen amarillo de la película, la casa tiene por número "2001". Cuando comienza el video, inicia con un niño en un triciclo filmado desde atrás, igual que la escena de El Resplandor cuando el niño Danny Torrance pasea dentro del hotel Overlook. De igual forma se ve a un hombre y detrás de éste un diseño hexágonal, que es el mismo diseño que tiene la alfombra del hotel de la película. Hay una señal de tránsito donde se lee "Scene Overlook", aparece el número 237 también presente en el filme y que ha dado pie a teorías sobre el alunizaje y su inclusión en la película, y el hotel Overlook es donde se desarrollan los hechos en la película de "El Resplandor". En la entrada del almacén, y cuando enfocan la cámara de circuito cerrado, se lee en ella "0009LAH" que es el nombre (al revés) de la computadora HAL 9000 de la película 2001: A Space Odyssey, entre otros muchos más.

## Créditos
Adaptado del booklet de «Night Visions».
On Top Of The World
- Interpretado por Imagine Dragons.
- Escrito por Dan Reynolds, Wayne Sermon, Ben McKee y Alex Da Kid.
- Producido por Imagine Dragons y Alex Da Kid para KIDinaKORNER.
- Publicado por KIDinaKORNER / Universal, Songs of Universal, Inc. (BMI) o/b/o Alexander Grant.
- Grabado por Charlie Stavish en “Westlake Studios” para KIDinaKORNER.
- Ingeniería Adicional por Josh Mosser.
- Mezclado por Manny Marroquin en “Larrabee Studios”.
- Masterizado por Joe LaPorta en “The Lodge”.

℗ 2012 KIDinaKORNER/Interscope Records
Imagine Dragons
- Dan Reynolds: Voz.
- Wayne Sermon: Guitarra.
- Ben McKee: Bajo.
- Daniel Platzman: Batería.

## Listas de Popularidad
| País           | Lista (2012–13)                | Mejor posición |
| -------------- | ------------------------------ | -------------- |
| Alemania       | Media Control Charts           | 30             |
| Australia      | ARIA Charts                    | 13             |
| Austria        | Ö3 Austria Top 40              | 30             |
| Bélgica        | Ultratop                       | 11             |
| Colombia       | National Report Top Rock       | 5              |
| Escocia        | Official Charts Company        | 29             |
| España         | Promusicae                     | 21             |
| Estados Unidos | Bubbling Under Hot 100 Singles | 6              |
| Estados Unidos | Rock Songs                     | 14             |
| Irlanda        | Irish Singles Chart            | 75             |
| Países Bajos   | Dutch Top 40                   | 16             |
| Países Bajos   | Single Top 100                 | 14             |
| Portugal       | Portugal Digital Songs         | 1              |
| Reino Unido    | UK Singles Chart               | 34             |
| Suecia         | Sverigetopplistan              | 48             |
| Uruguay        | Ranking Radio Disney           | 4              |

## Certificaciones
| País (Organismo certificador) | Certificaciones | Ventas certificadas   | Ref.   |
| ----------------------------- | --------------- | --------------------- | ------ |
| Alemania (BVMI)               | Oro             | 150 000               | [ 15 ] |
| Australia (ARIA)              | 3× Platino      | 210 000               | [ 16 ] |
| Canadá (MC)                   | 2× Platino      | 160 000               | [ 17 ] |
| Dinamarca (IFPI)              | Platino         | 2 600 000 (streaming) | [ 18 ] |
| Estados Unidos (RIAA)         | 4× Platino      | 4 000                 | [ 19 ] |
| Italia (FIMI)                 | 2× Platino      | 100 000               | [ 20 ] |
| Noruega (IFPI)                | Oro             | 30 000                | [ 21 ] |
| Nueva Zelanda (RMNZ)          | Platino         | 15 000                | [ 22 ] |
| Reino Unido (BPI)             | Platino         | 600 000               | [ 23 ] |
| Suecia (GLF)                  | Platino         | 40 000                | [ 24 ] |
| Suiza (IFPI)                  | Oro             | 15 000                | [ 25 ] |